# MBSミュージックタウン
MBSミュージックタウン（エムビーエスミュージックタウン）とは、1992年度下半期にかけて、毎日放送ラジオ（MBSラジオ）で放送された音楽番組。『毎日放送ダイナミックナイター』枠のシーズンオフ編成扱いである。
放送時間は月～金曜19:30～22:00(JST)。直後枠である『MBSヤングタウン』の姉妹番組として扱われていたためか、オープニングテーマ曲は、『ヤングタウン』のテーマBGMのテクノアレンジとなっていた（本番組打ち切り後の一時期、本家『ヤングタウン』でも流用されていたことがある）。
いわゆる電話リクエスト形式による音楽番組で、番組の後半（21時台）は『ミュージックタウンベスト20』と題してその日のランキングを発表した（金曜日のみは一週間分の集計による『ミュージックタウンウィークリーベスト10』）。
中井雅之はこの番組以前によゐこ、奥山佳恵と共に毎日放送ラジオの日曜昼間の番組『ちゃやまちっくWoo!』 をやっていた。
1993年度以降は趣旨を大幅に変えている。

## 出演
- 月～木曜：中井雅之（元ラジオ大阪アナウンサー）、関岡香（MBSアナウンサー）
- 金曜：ばんばひろふみ、大津びわ子

| 毎日放送ラジオ（MBSラジオ） ナイターシーズンオフ期 | 毎日放送ラジオ（MBSラジオ） ナイターシーズンオフ期 | 毎日放送ラジオ（MBSラジオ） ナイターシーズンオフ期 |
| 前番組                                             | 番組名                                             | 次番組                                             |
| -------------------------------------------------- | -------------------------------------------------- | -------------------------------------------------- |
| THE Mゾーン                                        | MBSミュージックタウン （1992年10月～1993年3月）    | 毎日放送ダイナミックナイター ザ・オフ              |